# السفارة السعودية في قبرص
سفارة المملكة العربية السعودية في قبرص، هي بعثة دبلوماسية سعودية تقع في العاصمة القبرصية نيقوسيا ويترأس البعثة سفير خادم الحرمين الشريفين السفير خالد الشريف. العنوان: نيقوسيا.

## السفير
خالد الشريف هو أول سفير للسعودية في قبرص، عمل كقنصل عام في نيويورك، والقائم بالأعمال في السفارة السعودية في النرويج. عمل في السفارات السعودية في واشنطن العاصمة والقاهرة وإيطاليا. بدأ مسيرته الدبلوماسية بوزارة الخارجية (السعودية) عام 1997. حصل على شهادة البكالوريوس في القانون من جامعة الملك عبد العزيز بجدة. شارك في الجمعية العامة ال 63 للأمم المتحدة. ترأس مجلس إدارة الجمعية العامة للقناصل لفترتين في نيويورك بالولايات المتحدة.

## افتتاح
في عام 2019، افتتحت السعودية سفارة له في قبرص في عهد سلمان بن عبد العزيز آل سعود، ورئيس جمهورية قبرص نيكوس أناستاسيادس.

## وصلات خارجية
- وزارة الخارجية السعودية (بالعربية)
- Ministry of Foreign Affairs of Kingdom of Saudi Arabia (بالإنجليزية)